# Carl Sandberg (konstnär)
Carl Gerhard Sandberg, född 16 augusti 1884 i Stockholm, död 6 oktober 1949 i Sofia församling, Stockholm, var en svensk målare.
Han var son till maskinisten Wilhelm Sandberg och Amalia Juliana Juniek. Sandberg studerade vid Tekniska skolan i Stockholm 1898–1900 och vid Althins målarskola 1901 därefter studerade han vid Konstakademien 1901–1906 där han även deltog i Axel Tallbergs etsningskurs. Hans konst består av porträtt och stadsmotiv från Stockholm och Berlin. Sandberg finns representerad vid Kungliga biblioteket. Han är begravd på Skogskyrkogården i Stockholm.